# 현포항
현포항(玄圃港)은 경상북도 울릉군 북면 현포리에 위치한 어항이다. 1971년 12월 21일 국가어항으로 지정되었다. 관리청은 해양수산부 동해어업관리단, 시설관리자는 울릉군수이다.

## 어항 연혁
- 동쪽의 죽암에 있는 촛대암 그림자가 바다에 비치면 바닷물이 검게 보여 행정동명 제정시 흑작의 흑(黑)자와 현작의 현(玄)자의 뜻이 같으므로 현자를 취한다 하여 현포라고 하였다. 동국여지승람에 의하면 이곳에 촌락기지 7개소, 석불, 석탑 등이 있었고, 석실고분이 40여기가 있었는데 출토품 등으로 보아 고대 우산국의 도읍지로 예측된다.
- 현포항은 태풍으로 인한 강한 남서풍이 불어 올 때면 인근 조업선은 물론 천부, 저동항에 정박 중인 어선들도 모이는 항으로 1973년 기본시설계획을 수립하고 1988년 수리모형실험을 실시한 후 1995년 기본시설에 대한 계획을 조정했다.

## 어항 구역
본 항의 어항구역은 다음과 같다.
- 수역: 서측 돌출부 선단에서 정북으로 400m 점(해상)에서 정동으로 900m 점(해상)과 이점에서 정남으로 육지와 접하는 점을 순차적으로 연결한 선을 따라 형성된 공유수면[1]
- 육역: 경상북도 울릉군 북면 현포리 456-12 외 8필지(상세내역은 생략)[2]

## 정비 계획
2009년 9월 14일 본 항에 대한 어항정비계획이 고시되었다. 정비계획 물량은 다음과 같다.
- 북방파제 보강 1식, 동방파제 보강 1식, 방사제 100m, 보조방파제 70m, 화물부두 85m, 선양장 15m, 준설 7천m3

## 항해 정보
목표물로는 이 어항 뒷편의 노인봉(높이 277미터)이 현저하며 어업무선중계소 송신탑도 좋은 목표가 된다. 해안은 자갈밭으로 10미터 등심원이 해안에서 약 300미터 떨어진 곳에 있고 해저경사는 급하며 주변에 항해 위험물은 없으나 서쪽과 북동쪽에 인공어초가 설치되어 있으며, 동방파제 기부에서 정북으로 해양심층수 취수관이 설치되어 있다. 이곳은 대기와 기층이 불안정한 상태에서 거대한 적란운이 발생해 해상에서 기둥이나 깔대기 모양의 구름이 드리워지면서 소용돌이가 생기는 용오름현상이 부근 바다에서 일어난다.

## 주변 관광
- 현포항은 울릉도 서북단의 주요 어항으로 오징어, 도미, 꽁치 등이 주 어장을 형성해 외래어선의 입·출항이 빈번한 항으로 북면의 중심부로 들어가면 송곳산, 나리분지, 성인봉 등의 관광지가 많이 분포되어 있다. 또한 현포항 앞 바다 너머에 있는 공암은 코끼리가 코를 물속에 담그고 물을 마시는 모양을 하고 있으며, 대기와 기층이 불안정한 상태에서 거대한 적란운이 발생해 지표면이나 해상까지 기둥이나 깔때기 모양의 구름이 드리워지면서 강한 소용돌이가 생기는 용오름 현상이 울릉도바다에서 자주 일어난다.[4]